# گورکوفسکی (استان بلگورود)
گورکوفسکی (انگلیسی: Gorkovsky, Belgorod Oblast) یک شهرک در بخش گرایفسکی استان بلگورود کشور روسیه است.